# Продавець

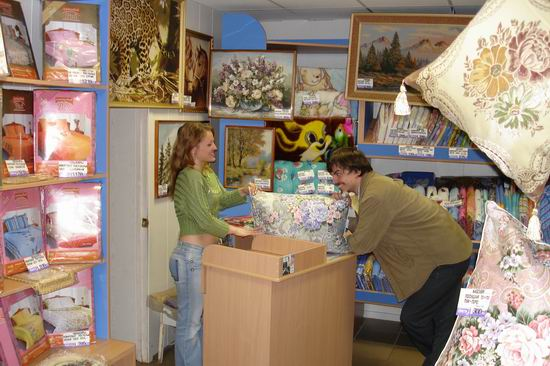

Продаве́ць, жін. продавчи́ня — людина або організація, яка за відповідну винагороду передає (продає) покупцю товар чи послугу. У вузькому значенні — особа, що безпосередньо контактує з покупцями і здійснює продаж товару.
Закон України "Про захист прав споживачів» у статті 1, пункті 1 містить такі визначення: 
- продавець — суб'єкт господарювання, який згідно з договором реалізує споживачу товари/харчові продукти та/або пропонує їх для реалізації;

- перевірений продавець – статус, якого набуває суб’єкт електронної комерції, що пройшов електронну ідентифікацію, автентифікацію, зареєструвався на Порталі е-покупець та інформація про якого внесена до автоматизованої системи перевірених продавців.